# Bosnien-Hercegovina ved vinter-PL 2018
Bosnien-Hercegovina deltog ved vinter-PL 2018 i Pyeongchang, Sydkorea i perioden 9.-18. marts 2018.
Den 19-årige para-alpin skiløber Ilma Kazazic var deres eneste atlet.

## Medaljer
| 2018 Pyeongchang    | Guld | Sølv | Bronze | Total |
| Bosnien-Hercegovina | 0    | 0    | 0      | 0     |